# Провадийска
Провади́йска (болг. Провадийска) — река в Болгарии, впадает в Белославское озеро, протекает по территории Шуменской и Варненской областей на северо-востоке страны.
Длина реки составляет 119 км, или, согласно другим данным, 121 км. Площадь бассейна — 2145 км².
Провадийска река начинается от слияния Каменицы и Мытнишкаты (Мадара). 22-я по длине река в стране. Имеет ряд мелких притоков.
Протока, вытекающая из восточной оконечности Белославского озера впадает в Варненское озеро.